# Olympischer Ruder- und Kanupark Shunyi

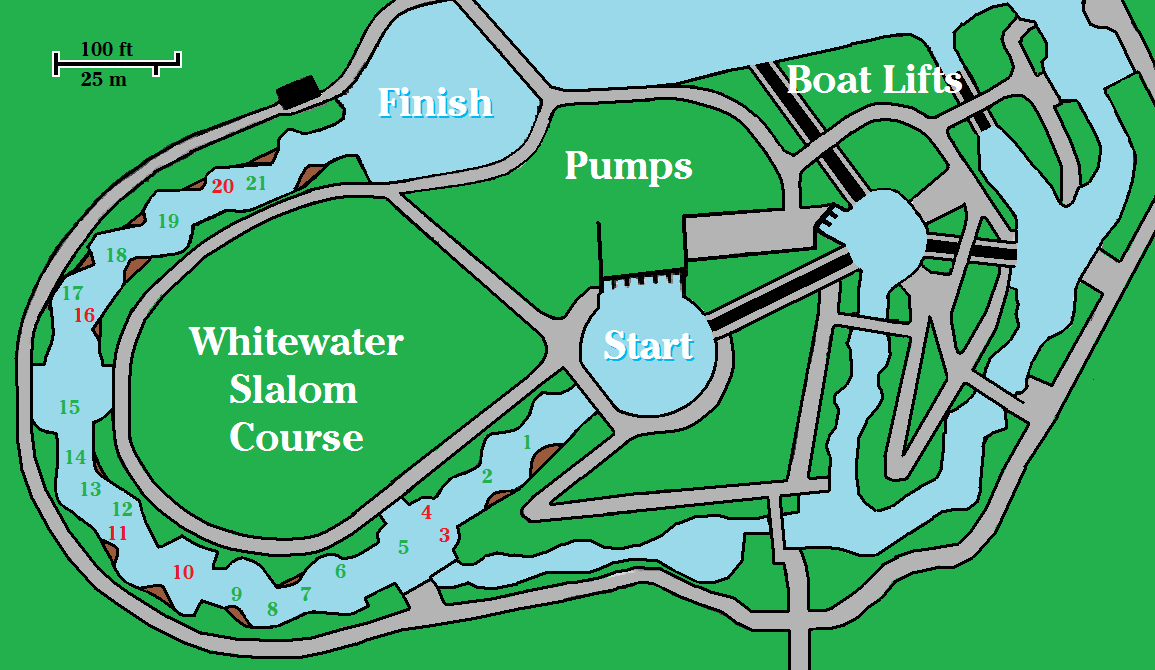
Kanuslalomstrecke

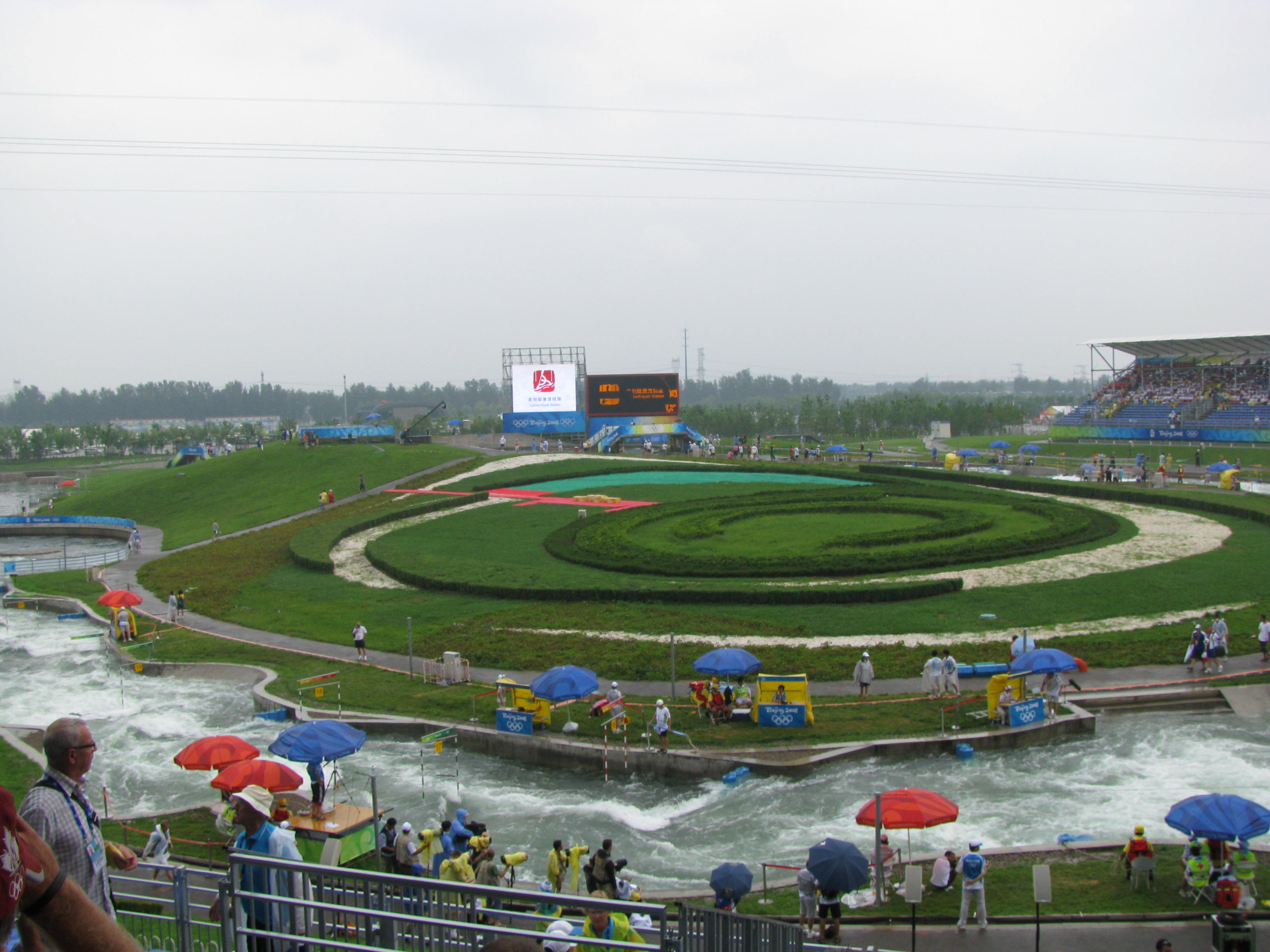
Blick auf die Kanuslalomstrecke

Der Olympische Ruder- und Kanupark Shunyi ist eine Sportstätte im Pekinger Stadtbezirk Shunyi, die anlässlich der Olympischen Sommerspiele 2008 errichtet wurde. Auf der Regattastrecke wurden die Wettbewerbe im Rudern und Kanurennsport ausgetragen. Daneben wurden auf dem Gelände auch die Kanuslalomwettbewerbe und das Freiwasserschwimmen ausgetragen. Auch bei den Sommer-Paralympics 2008 wurden die Ruderwettbewerbe im Ruder- und Kanupark Shunyi ausgetragen.
Die Bauarbeiten für den Olympischen Ruder- und Kanupark Shunyi, ca. 13 km nordöstlich des Internationalen Flughafens gelegen, begannen im ersten Halbjahr des Jahres 2005, sie endeten am 28. Juli 2007. Der im Norden stark bewaldete Park erstreckt sich über rund 800 Hektar und umfasst im südlichen Teil eine Regattastrecke mit separatem Seitenkanal zum Warmfahren und eine westlich anschließende Wildwasseranlage. Damit ist der Shunji-Park die bislang erste olympische Sportstätte, die sowohl über eine Renn- und als auch eine Wildwasserstrecke verfügt. Dauerhaft gibt es 1.200 Sitzplätze. Zu den Olympischen Spielen fanden weitere 25.800 Zuschauer auf temporären Sitzen Platz, zudem gab es weitere 10.000 Stehplätze.
Probleme gab es während der Olympischen Spiele 2008 auf Grund von starkem Algenwachstum. Die Algen wurde allerdings mit Booten entfernt, sodass die Wettkämpfe kaum beeinträchtigt waren, allerdings traten manche Athleten im Kanurennsport mit veränderten Steuerflossen an, um ein hängenbleiben der Algen und somit Zeitverlust zu verhindern.
2007 fanden im Olympischen Ruder- und Kanupark Shunji die Junioren-Weltmeisterschaften im Rudern als Testwettkampf statt. Nach den Olympischen Spielen sollte die Sportstätte hauptsächlich zum Schwimmen und als Parkanlage genutzt werden. Sie wird jedoch heute kaum mehr genutzt und sind teilweise sich selbst überlassen.